# 布里佐
布里佐（法語：Brizeaux，法語發音：[bʁizo]）是法国默兹省的一个市镇，位于该省西部偏北，和马恩省接壤，属于巴勒迪克区。

## 地理
布里佐（49°0'21"N, 5°3'25"E）面积8.33 平方千米，位于法国大東部大區默兹省，该省份为法国西北部内陆省份，北与比利时接壤，西接马恩省和阿登省，南至上马恩省和孚日省，东临默尔特-摩泽尔省。
与布里佐接壤的市镇（或旧市镇、城区）包括：埃克莱尔、阿戈讷地区博略、塔巴河畔富科库尔、阿戈讷地区瑟伊。
布里佐的时区为UTC+01:00、UTC+02:00（夏令时）。

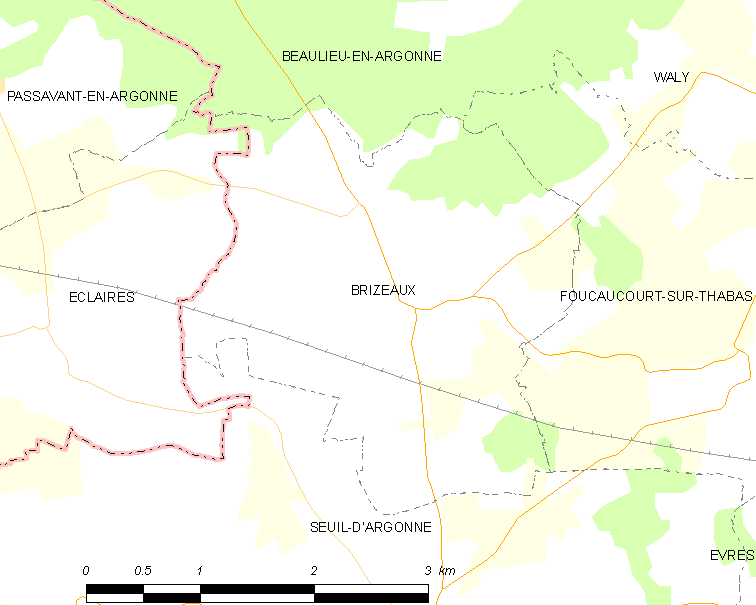
布里佐的OSM定位图

## 行政
布里佐的邮政编码为55250，INSEE市镇编码为55081。

## 政治
布里佐所属的省级选区为默兹河畔迪约县。

## 交通
默兹省省道D2线、D2B线和D165线在布里佐境内交汇。
法国高速铁路东线经过境内但未设站。

## 人口

1962-2008年间布里佐人口变化图示

布里佐于2022年1月1日时的人口数量为62人。